# Rico Paris
Pour les articles homonymes, voir Paris (homonymie).
Rico Paris, né le 21 avril 1990 à Vancouver (Colombie-Britannique), est un acteur canadien.

## Carrière
En 2022, il incarne Tim dans la comédie adolescente Crush de Sammi Cohen.

## Filmographie

### Cinéma
- 2017 : Back to One : First Position de Jamall Rashaud McMillan : Mark
- 2017 : Crossing Thresholds de Daren Beatty : Drake Rivers
- 2019 : 8 Slices de Nick Westfall : un gars
- 2019 : Tall Girl de Nzingha Stewart : Schnipper
- 2020 : Zola de Janicza Bravo : Also Juan
- 2022 : Tall Girl 2 de Emily Ting : Schnipper
- 2022 : Crush de Sammi Cohen : Tim
- 2023 :  Parachute de Brittany Snow : Hunter

### Télévision
- 2018 : Thanks for Cumming, GA : Robert Johnson
- 2018 : Le Résident : Enrique Diaz
- 2018 : Better Call Saul : Franklyn Pickett
- 2019 : Dynastie : Craig
- 2022 : Home Economics : Cody
- TBA : The Corps : Santos (7 épisodes)